# Berberis glomerata
Berberis glomerata ist eine Pflanzenart aus der Familie der Berberitzengewächse (Berberidaceae). Sie stammt aus Chile. Die Art wurde 1830 von William Jackson Hooker und George Arnott Walker Arnott in The botany of Captain Beechey’s voyage beschrieben.

## Beschreibung
Berberis glomerata wächst als aufrechter, wenig verzweigter Strauch und erreicht Wuchshöhen von 2 Metern. Die Rinde junger Zweige ist behaart, dunkel rotbraun gefärbt und wird mit zunehmendem Alter grau. Die Dornen sind entweder dreiteilig oder handförmig fünfteilig, die einzelnen Dornäste sind zwischen 3 und 11 Millimeter lang.
Die steif lederartigen Laubblätter sind bis 0,5 Millimeter gestielt, eiförmig-länglich bis rhombisch, gebogen, zwischen 8 und 20 Millimeter lang und 2 bis 10 Millimeter breit. Ihre Farbe reicht von graugrün bis olivgrün. Sie sind manchmal leicht glänzend und weisen am Rand auf jeder Seite bis zu zwei dornige 1 Millimeter lange nach oben zeigende Zähne auf; die Blattspitze endet in einem nach unten weisenden 1 Millimeter langen Dorn. 
Der längliche, traubige oder doldige Blütenstand setzt sich aus drei bis acht Blüten zusammen. Die gelben Blüten sind etwa 2,5 Millimeter lang und weisen elf Blütenhüllblätter auf. Die Frucht ist eine kugelförmige, purpurfarbene Beere mit 6 bis 7 Millimeter Durchmesser. Die Samen sind etwa 4 Millimeter lang.
Berberis glomerata blüht in ihrer Heimat von Juli bis September, sie fruchtet von September bis November.

## Verbreitung
Diese Pflanzenart ist in der chilenischen Provinz Región de Coquimbo endemisch. 

## Synonyme
Synonyme sind:   
- Berberis zahlbruckneriana C.K.Schneid.
- Berberis glomerata var. zahlbruckneriana (C.K.Schneid.) Ahrendt